# 2000 CS105
2000 CS105, também escrito como 2000 CS105, é um objeto transnetuniano (TNO) que está localizado no cinturão de Kuiper, uma região do Sistema Solar. Este corpo celeste é classificado como um cubewano. Ele possui uma magnitude absoluta (H) de 6,9 e, tem um diâmetro estimado com cerca de 153 km, por isso existem poucas chances que o mesmo possa ser classificado como um planeta anão, devido ao seu tamanho relativamente pequeno.

## Descoberta
2000 CS105 foi descoberto no dia 06 de fevereiro de 2000 pelo astrônomo Marc W. Buie.

## Órbita
A órbita de 2000 CS105 tem uma excentricidade de 0.143 e possui um semieixo maior de 44.713 UA. O seu periélio leva o mesmo a uma distância de 38.302 UA em relação ao Sol e seu afélio a 51.125.